# Hochtumsknopf
Der Hochtumsknopf, auch Hüttensknipp ist eine im belgischen Teil der Eifel gelegene Erhebung von 510 m Höhe in der Provinz Lüttich.
Der Hochtumsknopf liegt im deutschsprachigen Teil des Königreichs Belgien und gehört zur Deutschsprachigen Gemeinschaft. Er befindet sich innerhalb der Ardennen zwischen den Ortschaften Braunlauf im Norden, Grüfflingen im Ost-Südosten, Thommen im Südosten und Maldingen im Westen, die jeweils Gemeindeteile von Burg-Reuland sind.
Auf dem Hochtumsknopf befindet sich ein 1825 ausgegrabenes eisenzeitliches Hügelgrab, in dem Scherben, Knochen und Asche sowie ein eiserner Behälter gefunden wurden. Im Zentrum lagen ein Achatstück, eine Urne mit Scherben und in einem großen Steinbehälter eine Speerspitze.